# Odontanthias rhodopeplus
Odontanthias rhodopeplus är en fiskart som först beskrevs av Günther 1872.  Odontanthias rhodopeplus ingår i släktet Odontanthias och familjen havsabborrfiskar. Inga underarter finns listade i Catalogue of Life.